# マツペン
マツペン(MATZPEN)（ヘブライ語：מצפן）は、反資本主義・反シオニズムを掲げていたイスラエルの新左翼政治団体。正式名称は「イスラエル社会主義機構」(Israel Socialist Organization　ヘブライ語：האירגון הסוציאליסטי בישראל ハ＝イルグン・ハ＝ソチアリスティ・ベ＝イスラエル）だったが、同組織が『マツペン』（「羅針盤」という意味）という月刊誌を出版していたことからこの名称で知られている。

## 起源
1962年にイスラエル共産党の一部の党員がソ連の保守的な外交政策に反対して結成した。マツペンはイスラエル建国を肯定しつつ領土拡大には反対するイスラエル共産党よりも急進的な「反シオニズム」の立場に立っていた。イデオロギーの違い（トロツキズム、アナキズム、マオイズムなど）を越え、反シオニズムと反資本主義を一致点に、多様な人物が参画した組織であった。

## 分裂、解散
1970年、マツペンの思想的・組織的な解体が始まった。マツペンを離脱したメンバーはメナヘム・カルミやシルヴァイン・キベルなどトロツキストの構成するアヴァンギャルドや、イラン・ハレヴィら毛沢東主義者のマーヴァクなどの団体を結成した。
1972年にはエルサレム支部のメンバーを中心とするトロツキストがイスラエル革命的共産主義者同盟を結成し、第四インターナショナルに加盟した。
マツペンの主要メンバーであったハイム・ハネグビは、マツペンについて「マツペンにはほんの少しの人たちしかいなかった。大方の人は若くて、政治的経験がなくて・・・。（略）我々には力がなかった。メカニズムがなかった。資金がなかった」と後のインタビューで回顧している。
マツペンは現存しないが、人脈的な流れをくむ「イェシュ・グヴール」(Yesh Gvul）や「オルタネィティブ・インフォメーション・センター」（AIC）などの組織が現在もイスラエル国内で活動している。
また、クネセト内で最も反シオニズムの立場に立つアラブ系政党「バラド」（国民民主集団）の議員たちと、マツペンの構成員だった人物たちの間には交流がある。

## 主要構成員
- ミシェル・ワルシャウスキー - 後、AIC代表。
- モーシェ・マホーベル - マツペン創設者。
- アキバ・オル - 2013年死去。
- ハイム・ハネグビ - DFLP指導者と会談経験あり。
- イツハク・ラオール - ハアレツ紙などによく寄稿するコラムニスト、詩人。

など

## 類似する組織
- アナキスト・アゲンスト・ザ・ウォール(Anarchists Against the wall） - イスラエル国内のユダヤ人アナキストたちによって構成される分離壁解体、イスラエル政府によるパレスチナ占領終結を目指す、現在も現存する政治活動組織。小規模ではあるものの、パレスチナ人と共闘し、積極的に活動している。
- ジューズ・フォー・ジャスティス・フォー・パレスティニアンズ(Jews for Justice for Palestinians) - イギリス在住ユダヤ人によって構成されるパレスチナ支援団体。構成員は皆ユダヤ人であるが、「パレスチナに自由を」（Free Palestine）をスローガンにしている。